# كيتي دوف
كيتي دوف (بالإنجليزية: Katy Dove)‏ هي فنانة بريطانية، ولدت في 1 ديسمبر 1970 في أكسفورد في المملكة المتحدة، وتوفيت في 27 يناير 2015.